# Rhizotrogus romanoi
Rhizotrogus romanoi är en skalbaggsart som beskrevs av Guido Sabatinelli 1975. Rhizotrogus romanoi ingår i släktet Rhizotrogus och familjen Melolonthidae. Inga underarter finns listade i Catalogue of Life.